# 2433 Sootiyo
Sootiyo (asteróide 2433) é um asteróide da cintura principal, a 2,0229686 UA. Possui uma excentricidade de 0,2234548 e um período orbital de 1 535,75 dias (4,21 anos).
Sootiyo tem uma velocidade orbital média de 18,45361916 km/s e uma inclinação de 10,38593º.
Esse asteróide foi descoberto em 5 de Abril de 1981 por Edward Bowell.